# Illa de Salisbury (Rússia)
L'illa de Salisbury (en rus: Остров Солсбери) és una illa a la zona central de la Terra de Francesc Josep, Rússia, la més meridional del grup de la Terra de Zichy.
L'illa de Salisbury és relativament gran i llarga, amb una superfície de 960 km². El seu punt més alt és de 482 msnm i pràcticament tota la superfície de l’illa està coberta per glaceres. Té molt poc mar obert al seu voltant, ja que està enclavada entre l'illa de Luigi i l'illa de Champ a les seves costes sud-oest, l'illa de Ziegler al nord-est i l'illa de Wiener Neustadt a l'est.
La vegetació és molt escassa, formada principalment per líquens i molses situades en les poques zones no cobertes pel gel, com són pendents pronunciades i ribes de rius.
L'illa va rebre el nom en honor del professor de geologia Rollin D. Salisbury (1858-1922), de la Universitat de Chicago, segon de l'expedició de salvació de Robert Peary. El sud de l'illa fou visitat per primera vegada la primavera de 1874, però es va considerar que formava part de la suposada "Terra Zichy", mentre el nord-oest no fou visitat fins a la primavera de 1895 per l'expedició de Jackson-Harmsworth. Les seves costes no foren cartografiades fins al 1903-1905 per l'expedició Fiala-Ziegler.
Les petites illes Elisabeth (Остров Елизаветы) i Kuchina (Острова Кучина) es troben a la seva costa.